# Elymus
- Commons
- Wikispecies

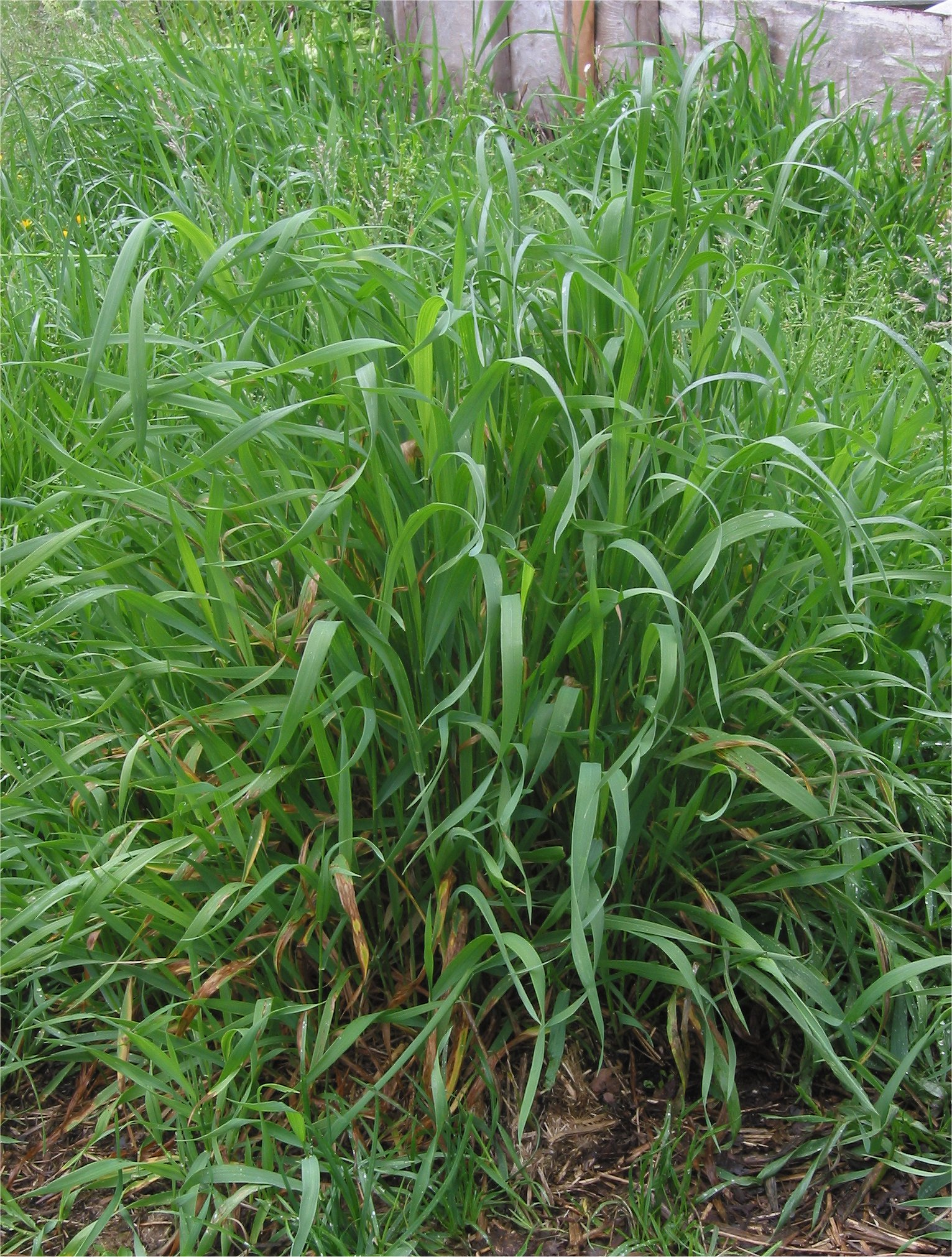
Elymus repens.

Elymus L. é um género botânico pertencente à família Poaceae, subfamília Pooideae, tribo Triticeae.
O gênero apresenta aproximadamente 520 espécies. Ocorrem na Europa, África, Ásia, Australásia, Pacífico, América do Norte, América do Sul e Antarctica.
Na classificação taxonômica de Jussieu (1789), Elymus é um gênero botânico,  ordem  Gramineae,  classe Monocotyledones com estames hipogínicos.

## Sinonímia
| - Anthosachne Steud. - Braconotia Godr. (SUS) - Campeiostachys Drobow - Clinelymus (Griseb.) Nevski (SUS) - Crithopyrum Steud. (SUI) - Cryptopyrum Heynh. (SUI) - Festucopsis (C.E.Hubb.) Melderis - Goulardia Husn. - Elytrigia Desv. - Kengyilia C.Yen & J.L.Yang - Lophopyrum A.Love | - X Elymotrigia Hyl. - Roegneria K. Koch - Pascopyrum Á. Löve - Psammopyrum Á. Löve - Pseudoroegneria (Nevski) Á. Löve - Semeiostachys Drobow - Sitospelos Adans. - Terrellia Lunell - Terrelymus B.R. Baum - Thinopyrum Á. Löve - Trichopyrum Á. Löve |

## Espécies
- Elymus acicularis Suksd.
- Elymus ambiguus Vasey et Scribn.
- Elymus antarcticus Hook.
- Elymus aristatus Merr.
- Elymus australis Scribn. et C. R. Ball
- Elymus brachystachys Scribn. et C. R. Ball
- Elymus caninus (L.) L.
- Elymus condensatus J. Presl
- Elymus desertorum Kar. et Kir.
- Elymus edentatus Suksd.
- Elymus elongatus (Host) Runemark
- Elymus fartus (Viv.) Runemark ex Melderis
- Elymus hanseni Scribn.
- Elymus hirtiflorus Hitchc.
- Elymus lechleri Steud.
- Elymus marginalis Rydb.
- Elymus mollis R. Br.
- Elymus parishii Burtt Davy et Merr.
- Elymus pendulosus H. J. Hodgs.
- Elymus petersonii Rydb.
- Elymus pungens (Pers.) Melderis
- Elymus repens (L.) Gould. nome vulgar, grama francesa
- Elymus salinus M. E. Jones
- Elymus saundersii Vasey
- Elymus saxicola Scribn. et J. G. Sm.
- Elymus simplex Scribn. et T. A. Williams
- Elymus stigosus Rydb.
- Elymus velutinus Scribn. et Merr.
- Elymus villiflorus Rydb.
- Elymus villosus Muhl. ex Willd.
- Elymus virginicus L.
- Elymus vulpinus Rydb.
- «PPP-Index Lista completa»

## Classificação do gênero
| Sistema | Classificação                   | Referência               |
| ------- | ------------------------------- | ------------------------ |
| Linné   | Classe Triandria, ordem Digynia | Species plantarum (1753) |